# À vous de jouer Milord
À vous de jouer Milord est une mini-série française d'espionnage en six épisodes de 52 minutes, réalisée par Christian-Jaque et diffusée à partir du 4 novembre 1974 sur la Première chaîne. Le générique est une composition de François de Roubaix interprétée par le groupe Martin Circus.
Cette série a été rediffusée sur TF1 en 1976 et 1986.

## Synopsis
Le héros, Hubert de Pomarec dit « Milord », est le chef d'un groupe d'agents secrets français chargés d'empêcher des espions de s'emparer des secrets du nouveau cerveau électronique du char de combat  AMX-32, dit le "Titan",  un  ordinateur révolutionnaire permettant au char français  d'être guidé alors qu'il est immergé sous l'eau.
La série se développe en six épisodes :
1. Milord refait surface
2. Le trio diabolique
3. La fantastique disparition
4. Dans la caverne du cerveau
5. Les prisonniers d'Alpha 13
6. La Grande corrida

Le film a été tourné au 503e régiment de chars de combat (503e RCC) de Mourmelon-le-Grand.
A noter que l'AMX 32 existe dans la réalité, mais il s'agit d'un char différent de celui de la série. Extrapolé lui aussi de l'AMX 30, il possède une conduite de tir très moderne pour l'époque. En revanche, l'ordinateur permettant le guidage sous l'eau est une pure invention pour l'intrigue de la mini-série.

## Distribution

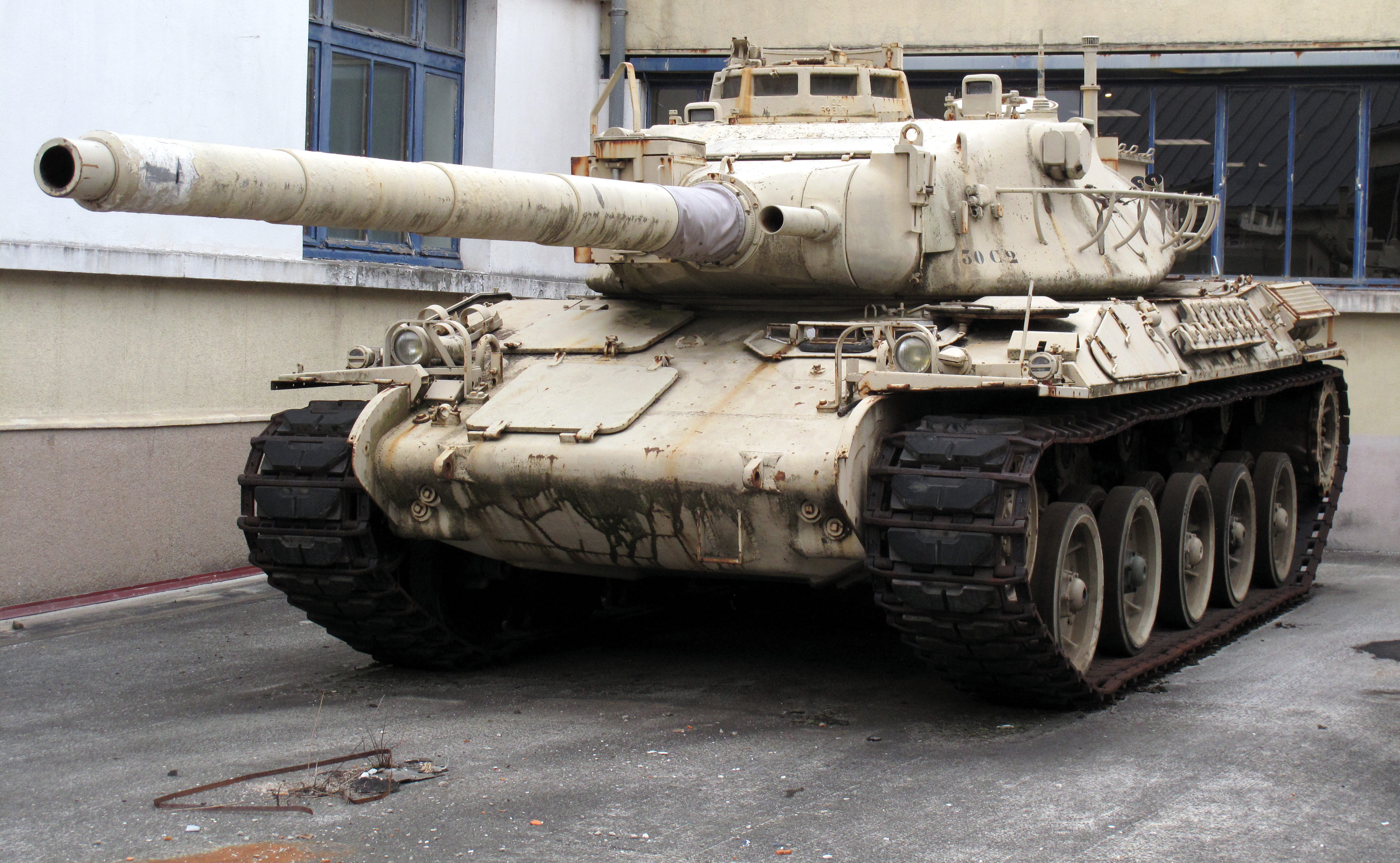
Le char de combat AMX-30 est la principale vedette de la série À vous de jouer Milord.

- Henri Piégay : Hubert de Pomarec dit "Milord"
- Patrick Préjean : Jésus Zouroc
- Mario David : sergent-chef (R) Albert Loubère
- Jacques Mauclair : no 1
- Marianne Comtell : Ève (no 3)
- Vernon Dobtcheff : no 2
- Annie Kerani : Lilia
- Gabriel Cattand : Le Général de brigade Vallois
- René Havard : Le Commandant Chanteaume
- Françoise Verley : Mme Bruyère
- Charles Millot : L'ingénieur Bruyère
- Roger Tréville : Le monocle
- Jean Degrave : Julian
- Hubert Quintin : Garde du corps
- Albert Médina : Payagoulos

## Novelisation
La série télévisée a fait l'objet d'une novelisation sous la plume de Jacques Robert publiée en 1974 aux éditions Albin Michel.